# Dieter Scholz (Sänger)
Dieter Scholz (* 1. März 1932 in Dresden; † 2007 in Leipzig) war ein deutscher Operetten- und Opernsänger (Bass und Bariton).

## Leben und Wirken
Scholz studierte an der Hochschule für Musik Carl Maria von Weber Dresden und war danach zunächst als Operettensänger tätig. Ab 1975 trat er dann als Opernsänger auf und wurde 1981 Mitglied des Opernhauses in Leipzig.
Er war verheiratet mit einer Tänzerin. Der gemeinsame Sohn ist Andreas Scholz.